# Boudjiguiré
Boudjiguiré est une commune malienne, située dans le pays de la Bakhounou, chef-lieu d'arrondissement dans le cercle de Guiré, dans la région de Nara.

## Géographie
La localité de Boudjiguiré est située sur la route nationale RN 31 à 70 km, au sud-est du chef-lieu régional Nara. 

## Histoire
En 2023, la loi 2023-007 soustrait une partie de la commune de Guiré pour former la commune de Boudjiguiré qui compte 12 villages, la commune de Guiré conserve 14 villages, fractions ou quartiers.

## Villages
Lors du recensement général de 2009. 
Les villages les plus peuplés sont :
- Boudjiguiré (1 509 habitants) ;
- Djougoudini (1 200 habitants)
- Djidda (934 habitants)
- Akor (915 habitants)

La loi 2023-007 attribue à la commune 12 villages.
- Boudjiguiré
- Gadougou
- Bourdiadié
- Akor
- Djougoudini
- Mouraka
- Rekerkaye
- Djidda
- Mamé-Yadass
- Darsalam
- Garn-El-Graigue
- Garen-El-Hassane